# William Thomas Walsh
William Thomas Walsh (Waterbury, Connecticut, 11 de septiembre de 1891 - White Plains, Nueva York, 22 de enero de 1949) fue un poeta, hispanista, historiador y pedagogo estadounidense.

## Biografía
Se formó en la Universidad de Yale y en la Universidad de Fordham de Nueva York. Como historiador centró su obra en la historia de España, destacando sus biografías de Isabel la Católica o Felipe II y sus estudios sobre la Inquisición española. Su obra parte desde un punto de vista católico. Además publicó también novelas y libros de poemas. Consagró un estudio, Las escuelas del Paraíso, a la labor pedagógica en las Escuelas del Ave María de Granada por parte del padre Andrés Manjón.